# Zijlklooster
Het Zijlklooster, officieel Klooster van Maria op de Zijl en ook wel het Mariaklooster en Klooster op de Zijl genoemd, was een klooster in de binnenstad van de Noord-Hollandse stad Haarlem. 
Het klooster van Reguliere Augustinessen, dat van voor 1372 dateerde (toen het voor het eerst werd vermeld), was gelegen tussen de Zijlstraat en de Raaks en tussen de Oude Gracht en de Bakkumstraat. Het was oorspronkelijk begonnen als een vrouwengemeenschap van de Derde Orde, maar zou, als zoveel kloosters die voortsproten uit het gedachtegoed van de Moderne Devotie, geleidelijk een strengere regel aannemen. Mogelijk heeft Hugo Goudsmit, de pastoor van het Haarlemse Begijnenhof en waarnemend pastoor van de St. Bavo, het initiatief genomen tot de stichting van dit klooster. Hij was de drijvende kracht achter de ideeën van de Moderne Devotie in de stad. De bekendste kloosterlinge in dit klooster was Beatrijs van Assendelft, een 15de-eeuwse adellijke dame die waarschijnlijk van haar ouders, een drietal rijk geïllustreerde boeken meekreeg  Het klooster was gewijd aan de Heilige Maria Moeder van God. Het kloostercomplex en de kerk werden in 1818 afgebroken.

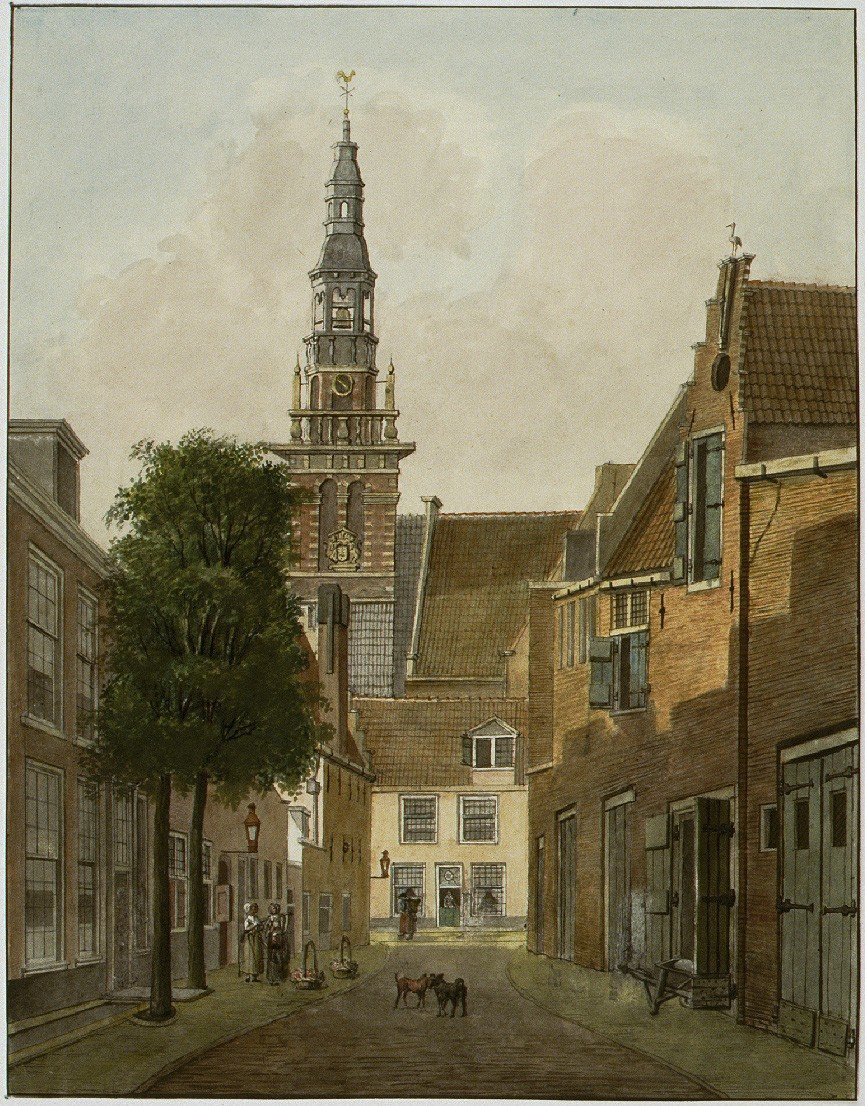
Zijlklooster

Annaklooster · Begijnhof · Catharinaklooster · Cecilliaklooster · Claraklooster · Dominicanenklooster · Fraterhuis · Jansklooster · Maria en Lazarusklooster · Maria Magdalenaklooster · Margrietklooster · Mariaklooster · Michielsklooster · Norbertijnenklooster · Regulieren in de Waard · Ursulaklooster · Zijlklooster